# Saint-Gaudens
Saint-Gaudens is een gemeente in het Franse departement Haute-Garonne (regio Occitanie). De plaats is de onderprefectuur van het arrondissement Saint-Gaudens. Saint-Gaudens telde op 1 januari 2022 11.869 inwoners.

## Geschiedenis
De plaats heette aanvankelijk Mas Saint-Pierre maar werd genoemd naar de heilige Gaudens, die hier in de 5e eeuw als martelaar zou zijn gestorven. Op de plaats waar de moordenaar van de heilige zijn zwaard in een bron zou hebben gewassen, werd de kapel van La Caoue opgericht.
Rond het midden van de 11e eeuw besloot bisschop Bernard van Comminges een kapittel op te richten in Saint-Gaudens. In de volgende eeuw werd gebouwd aan de kapittelkerk gewijd aan de heiligen Petrus en Gaudens. Naast de kerk werden ook een klooster en een kapittelzaal gebouwd. Het was een grote kerk die veel bedevaarders op weg naar Compostella ontving. In 1202 verleende de graaf van Comminges een stadscharter aan Saint-Gaudens. De stad werd bestuurd door consuls die jaarlijks werden verkozen door een raad van proshomes. In 1258 ging de stad over van de graven van Comminges naar Béarn en Saint-Gaudens werd de hoofdstad van het burggraafschap Nébouzan. Jaarlijks werd de statenvergadering van Nébouzan gehouden in de stad. 

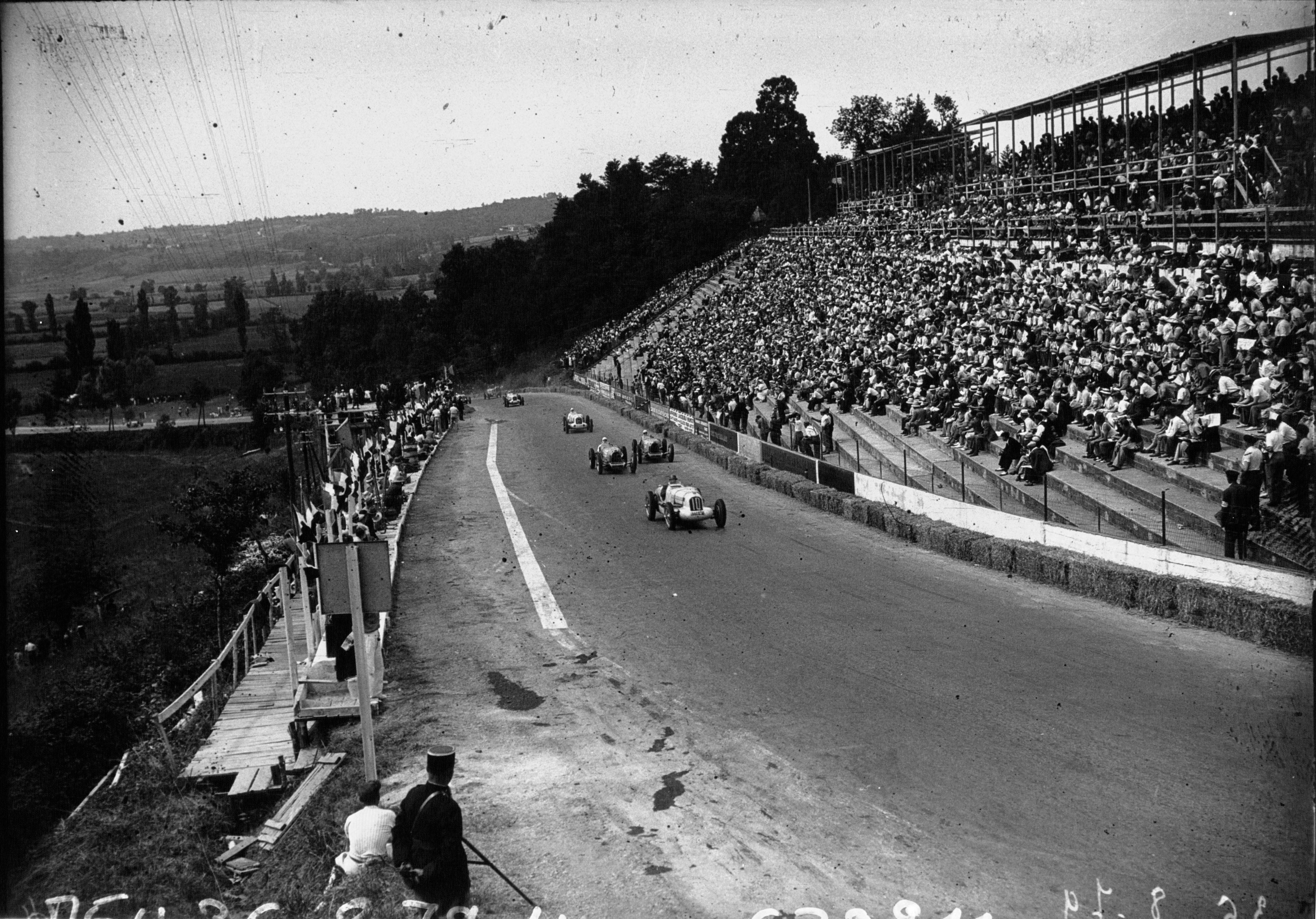
Grand Prix van de Comminges 1936

In de middeleeuwen was Saint-Gaudens een ommuurde stad. In 1569 werd de stad ingenomen door de protestantse troepen van Gabriel I van Montgommery. Zij plunderden de stad en met name het kapittel en het jacobijnenklooster. Vanaf de 17e eeuw bloeide de stad opnieuw door de handel in textiel en landbouwproducten. De stadsmuur met daarin twee hoofdpoorten (Porte du Barry in het westen en Porte de la Trinité in de richting van Toulouse) werd afgebroken vanaf de 18e eeuw en de stad breidde zich uit over de vlakte.
Na de Franse Revolutie werd het kapittel ontbonden en werd het klooster verkocht als nationaal goed. De voormalige kapittelkerk deed een tijd dienst als gevangenis. Saint-Gaudens werd een onderprefectuur. In de 19e eeuw kreeg de gemeente een markthal waar graan werd verhandeld. Ook waren er textielnijverheid en steengroeven. In 1874 kwam er een legerkazerne in de gemeente.
In 1925 werd het stratencircuit voor autoraces tussen Saint-Gaudens en Montréjeau ingericht. Er werden tribunes langs de straatkant gebouwd. De editie van 1948 van de Grand Prix van de Comminges lokte tot 80.000 toeschouwers. In 1952 werd de laatste autorace gereden in de gemeente.

## Geografie
De oppervlakte van Chuzelles bedroeg op 1 januari 2022 27,35 vierkante kilometer; de bevolkingsdichtheid was toen 434 inwoners per km². De gemeente ligt in de historische streek Comminges aan de voet van de centrale Pyreneeën. De Garonne stroomt door de gemeente.

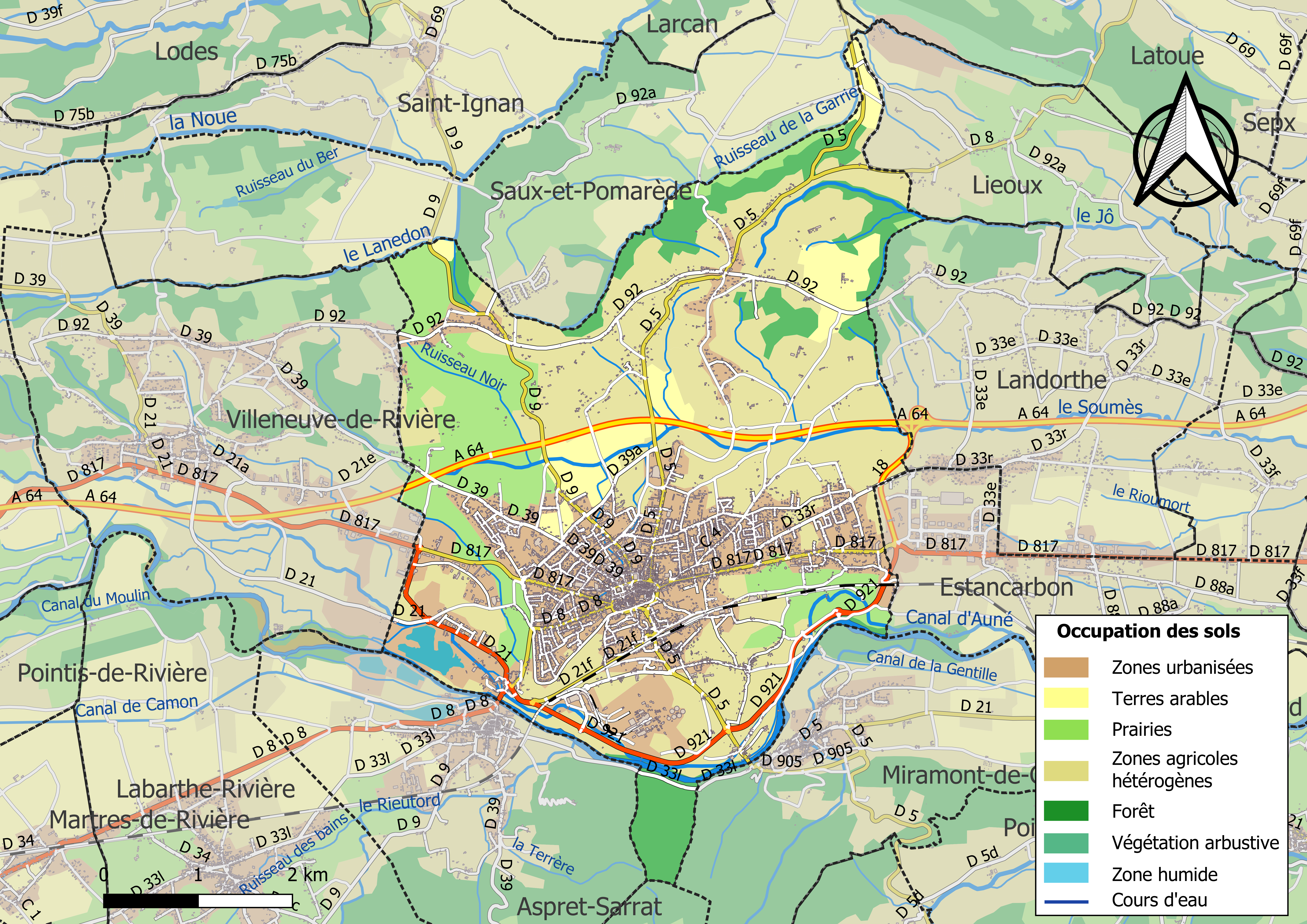
Kaart van de gemeente met de belangrijkste infrastructuur, bodemgebruik en omliggende gemeenten

## Verkeer en vervoer
In de gemeente ligt spoorwegstation Saint-Gaudens.

## Demografie
De figuur toont het verloop van het inwonertal (bron: INSEE-tellingen).

## Sport
Saint-Gaudens is bekend van de autosport. Op het Circuit Automobile de Comminges werd de Grand Prix van de Comminges verreden. In 1952 werd er een niet-kampioenschapsronde in de Formule 1 afgewerkt.
Saint-Gaudens was 15 keer etappeplaats in de wielerkoers Ronde van Frankrijk. In 1950 was de Italiaan Gino Bartali de eerste ritwinnaar. De Oostenrijker Patrick Konrad was er op 13 juli 2021 de voorlopig laatste ritwinnaar.
Op 20 juli 2022 is het de startplaats van etappe 17 van de tour de France .

## Bezienswaardigheden

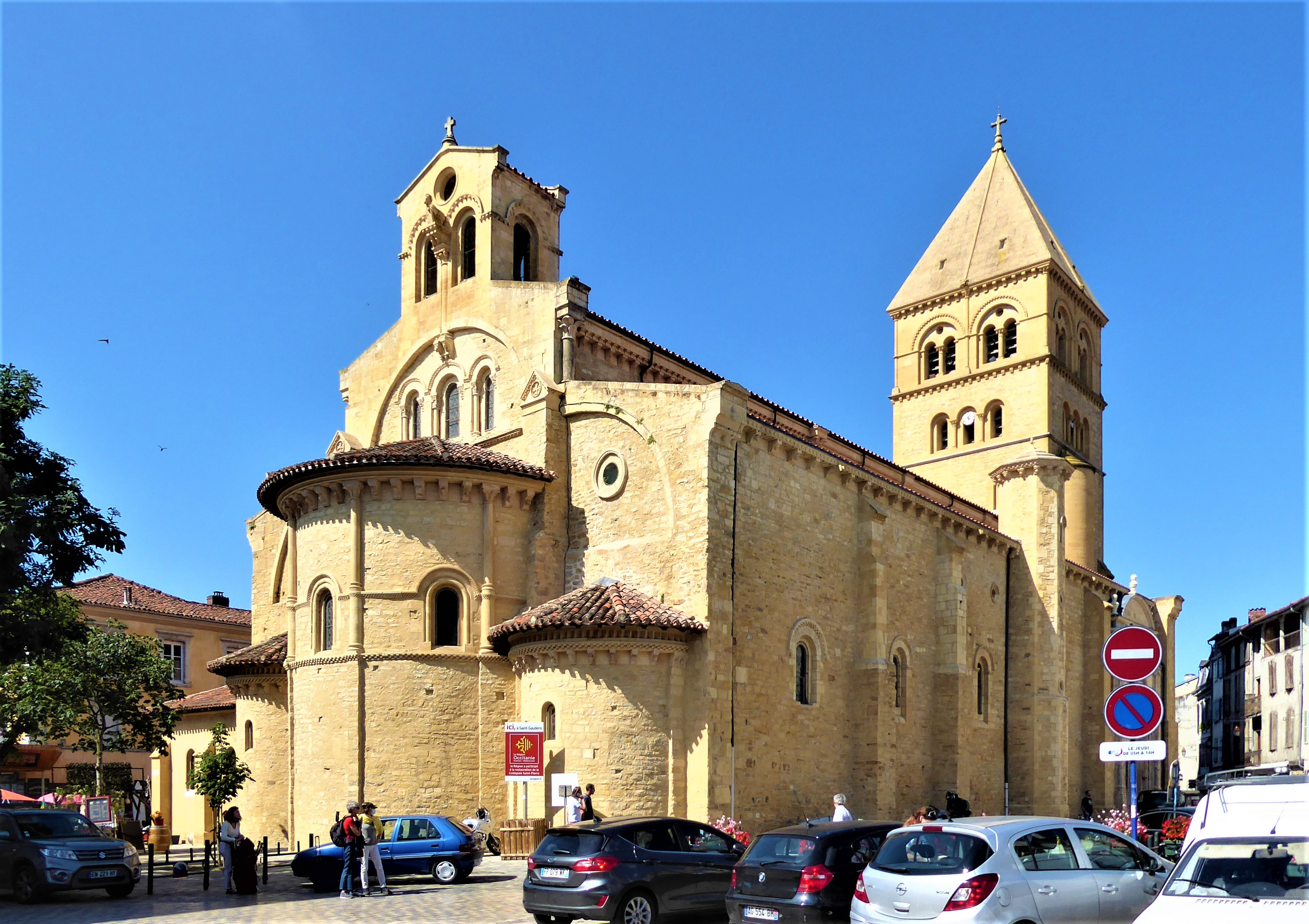
Kapittelkerk Saint-Pierre-et-Saint-Gaudens
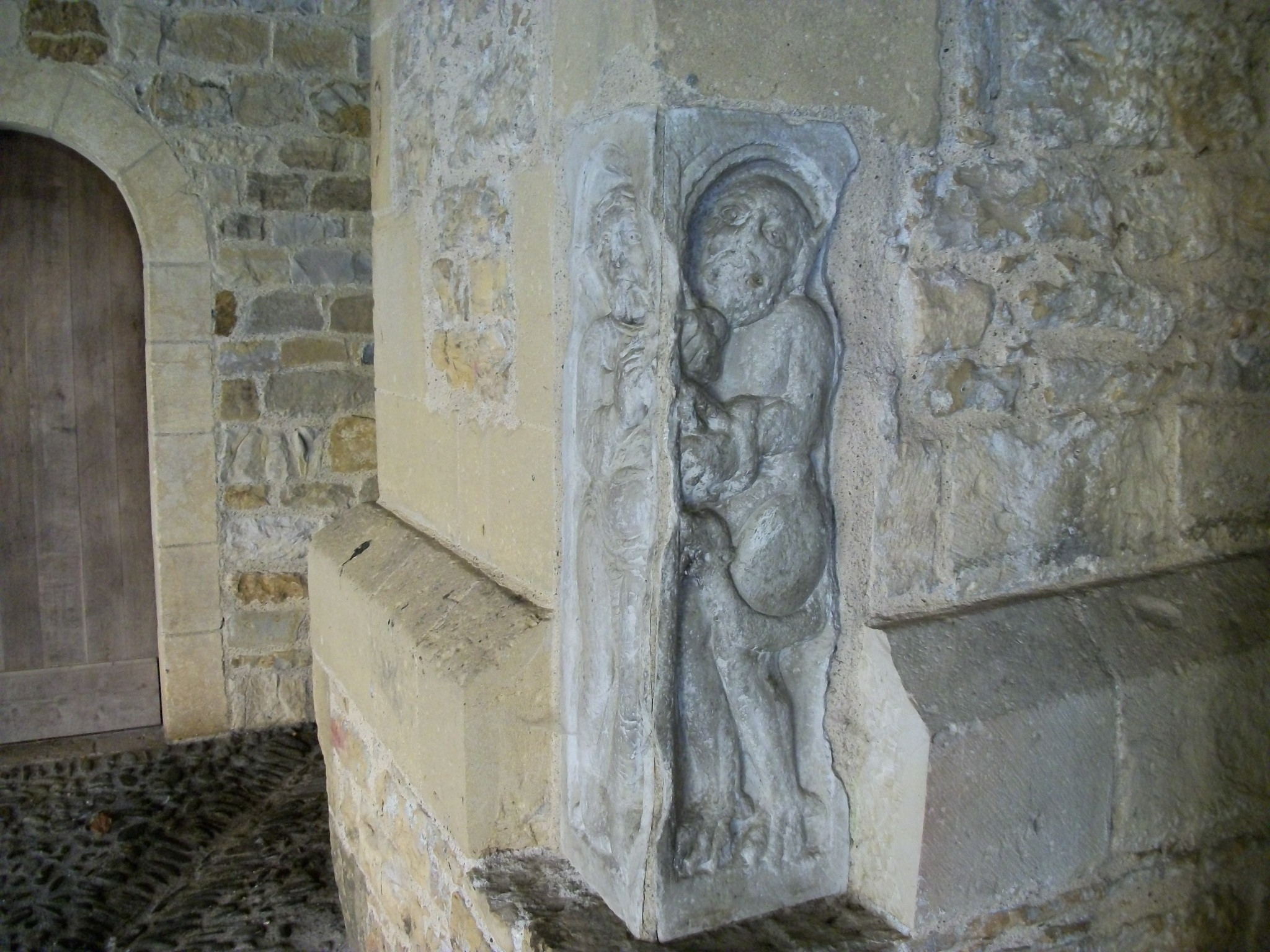
Klooster
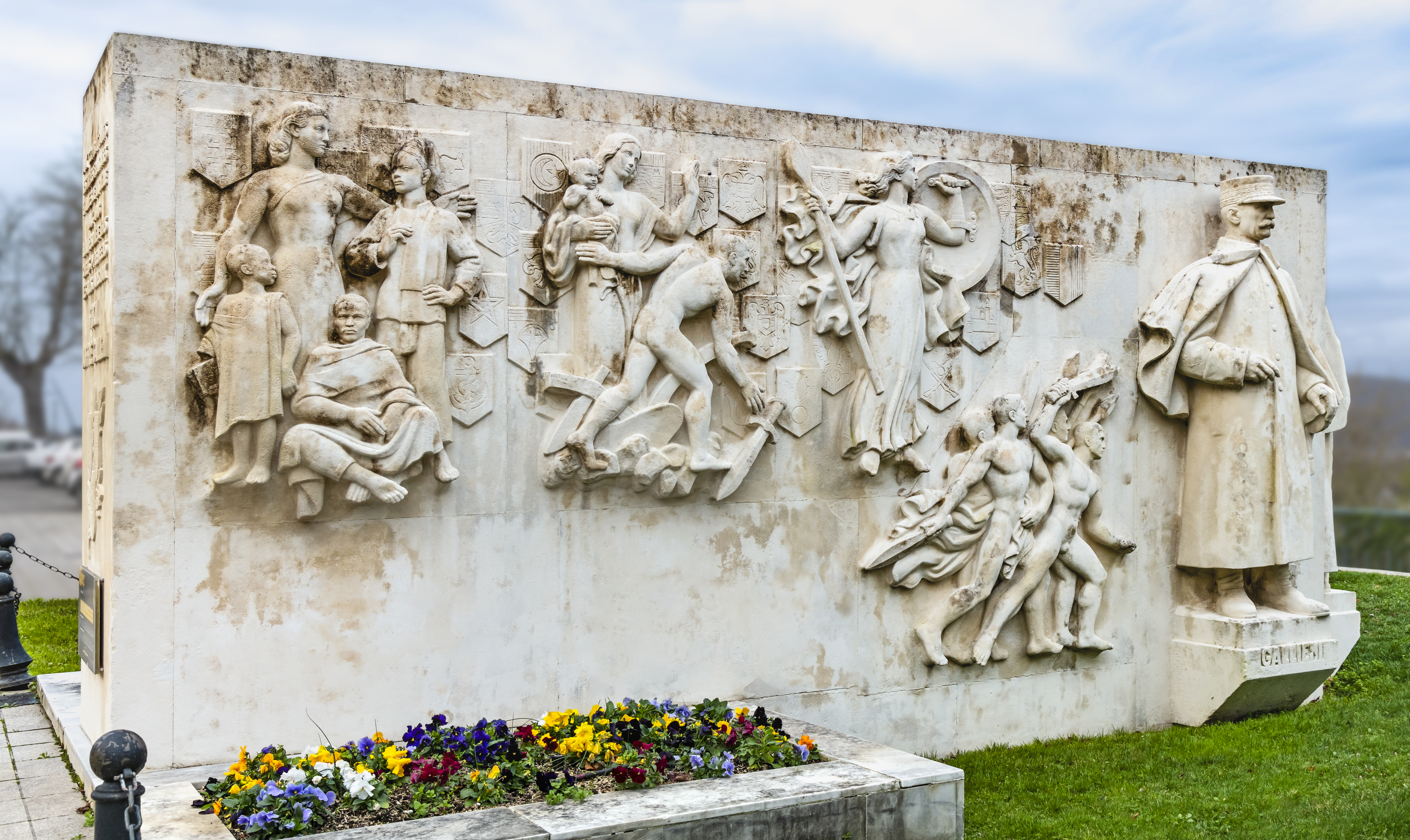
Monumenten ter ere van de maarschalken Ferdinand Foch, Joseph Gallieni en Joseph Joffre opgericht in 1951
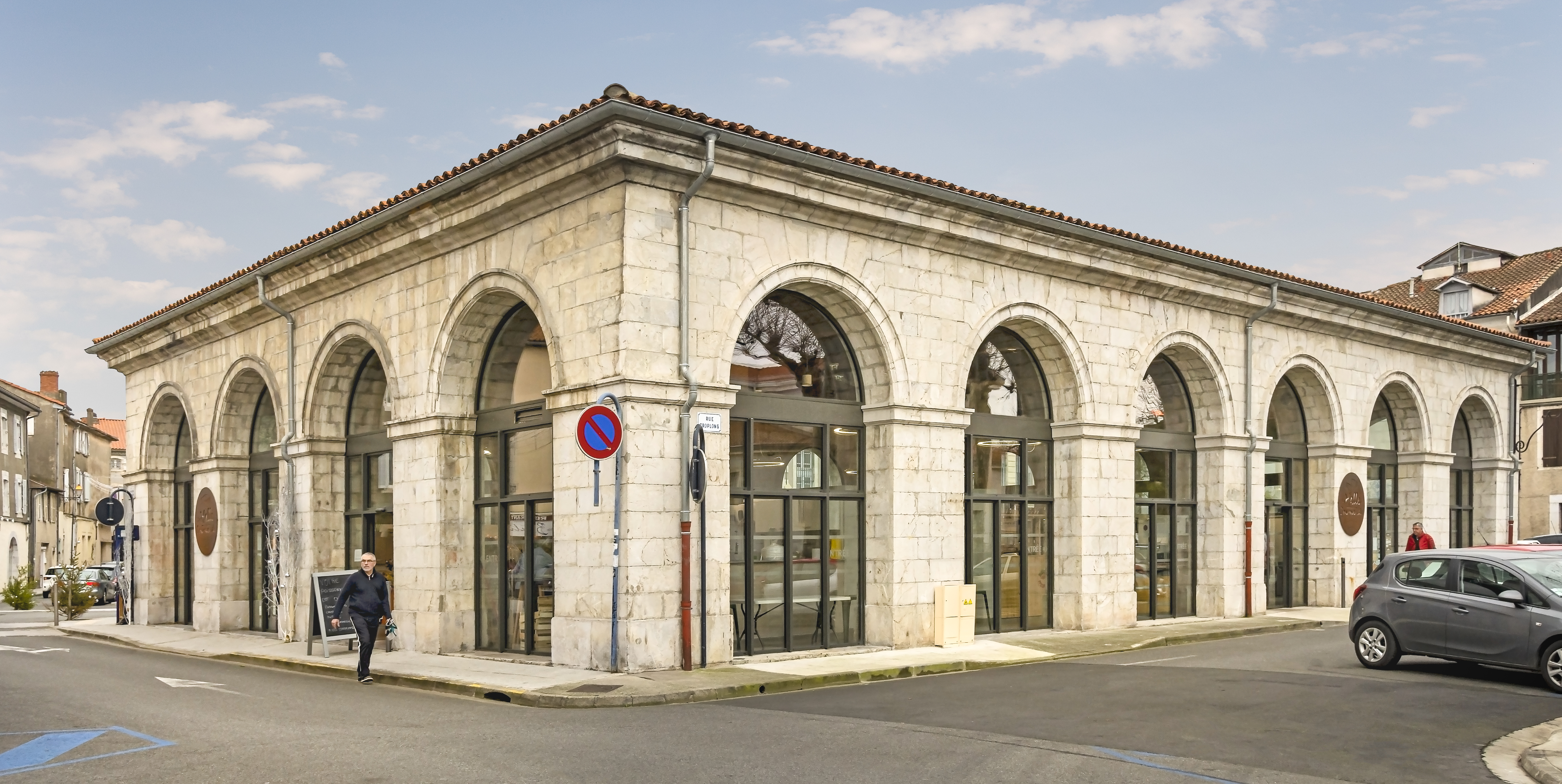
Graanhal (19e eeuw)
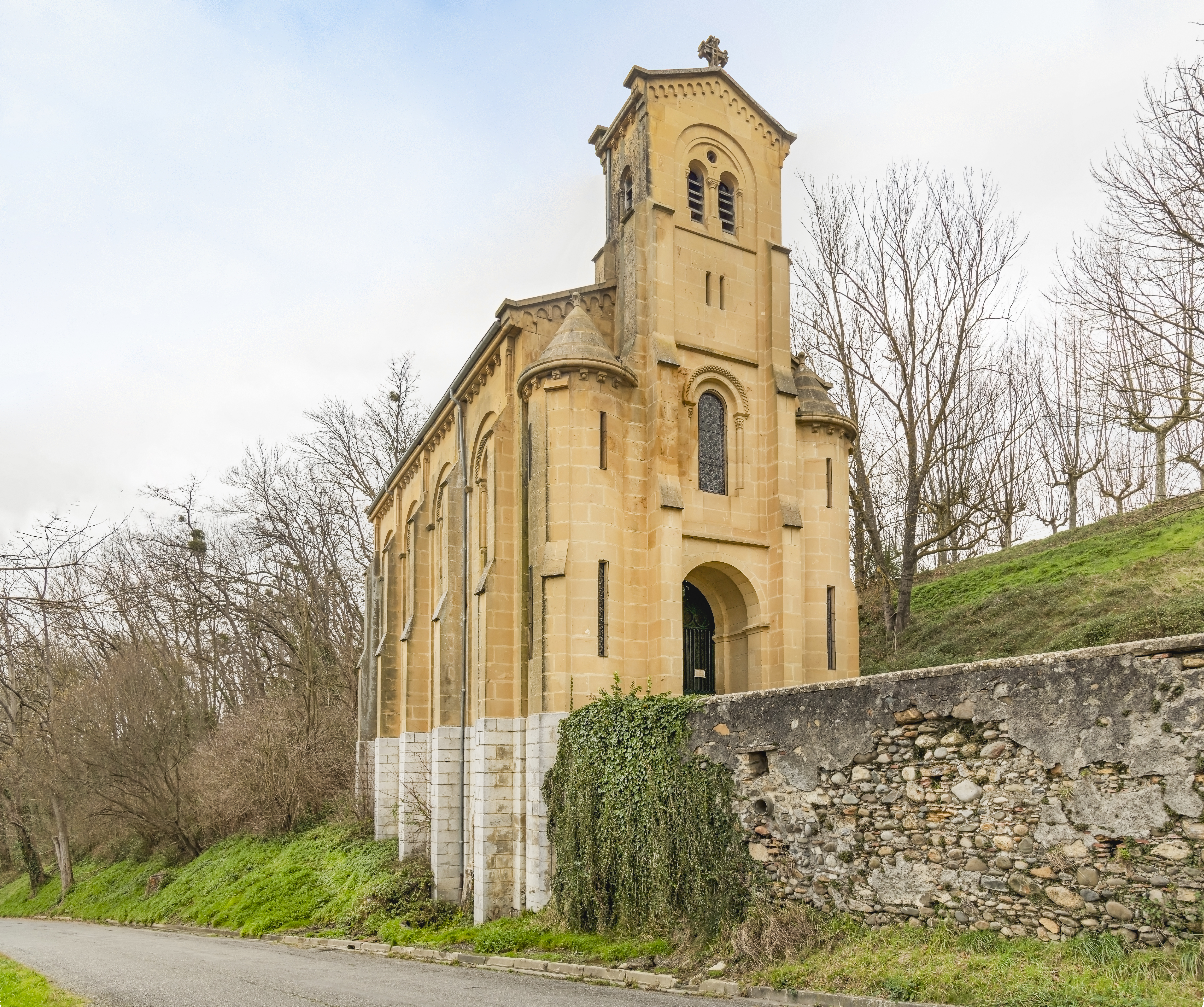
Kapel van La Caoue
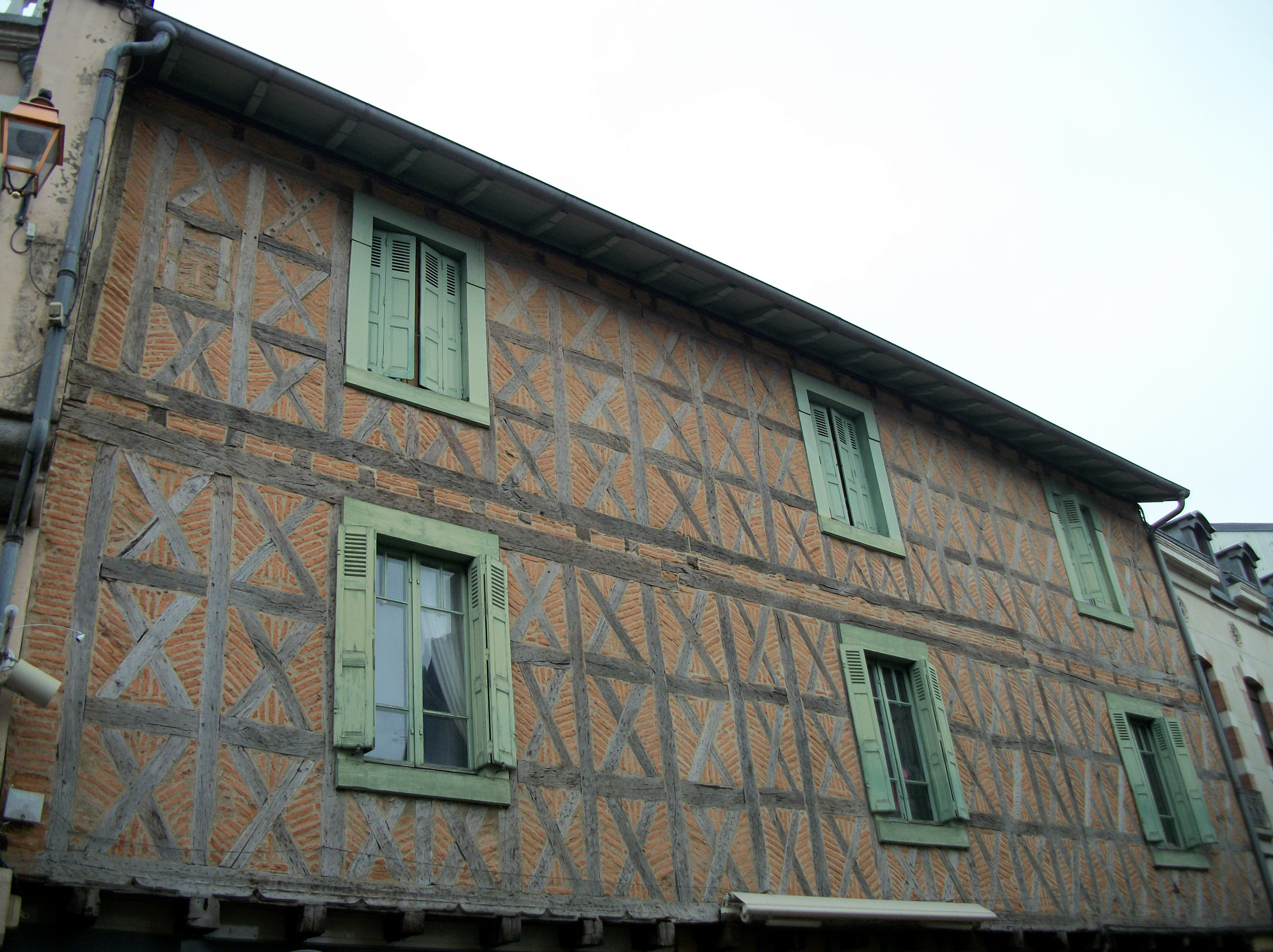
Vakwerkhuis
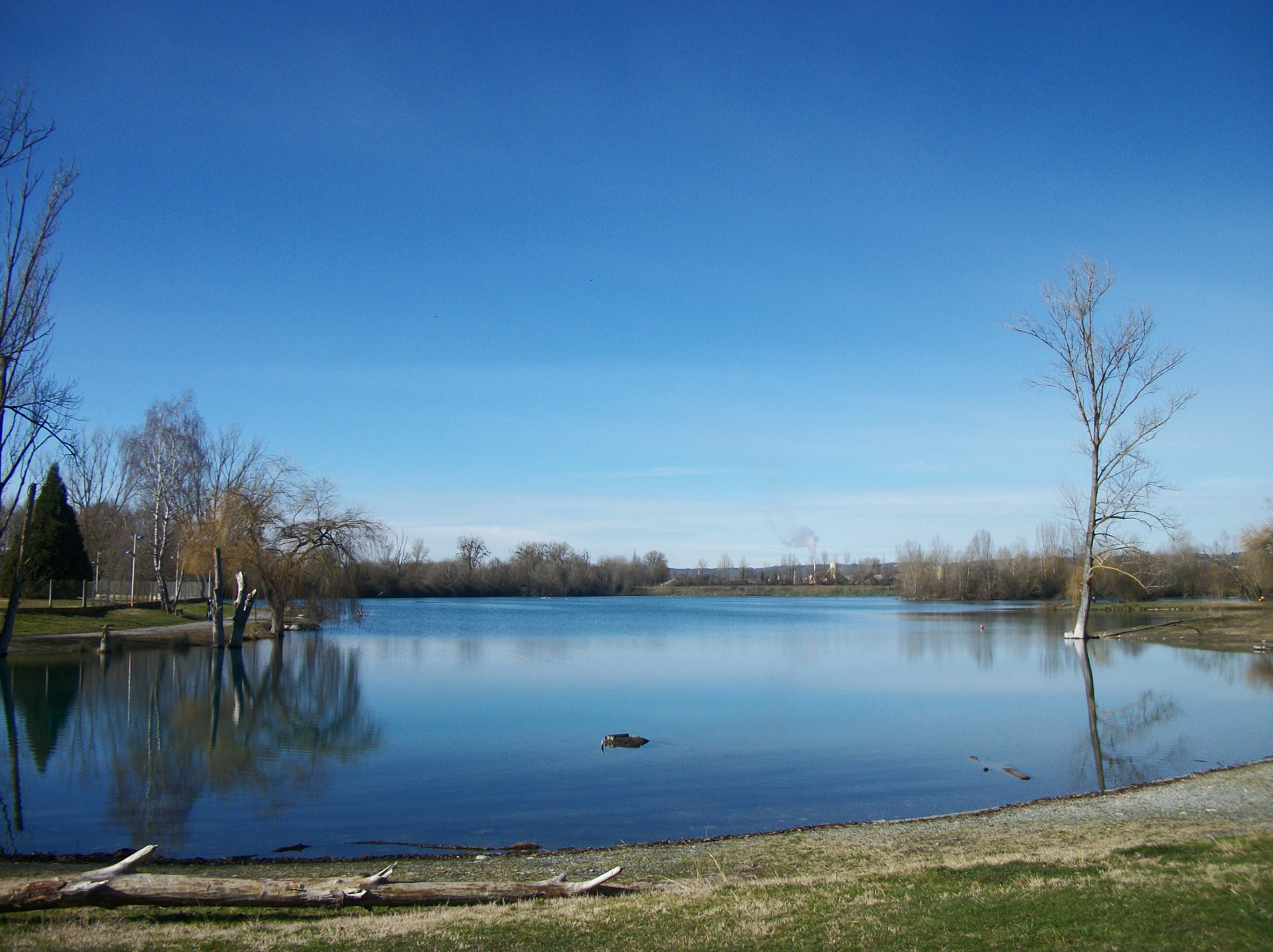
Lac de Sède

## Geboren
- Armand Marrast (1801-1852), politicus
- Jean-André Rixens (1846-1925), kunstschilder.
- Yves Giraud-Cabantous (1904-1973), Formule 1-coureur
- Élie Baup (1955), voetballer
- Laurent Estadieu (1973), wielrenner
- William Servat (1978), rugbyspeler
- Émilien-Benoît Bergès (1983), wielrenner